# GMホールディングス
GMホールディングス株式会社（GM Holdings Inc.）は東京都千代田区神田須田町に存在する株式会社。見えないドットコード・GridOnput（グリッドオンプット）技術を始めとする独自のパテントを保有する。2009年7月に事業部門を分社化し、持株会社に移行する。

## 沿革
- 2004年4月 - GridOnput技術の事業化を目的に、グリッドマーク株式会社の商号で設立。
- 2004年5月 - 株式会社ビジュアルサイエンス研究所よりGridOnput技術の独占権を取得。
- 2006年7月 - 株式会社ビジュアルサイエンス研究所を完全子会社化し、研究開発体制を強化。
- 2006年9月 - 株式会社Gritz出版を完全子会社化し、企画制作体制を強化。
- 2007年12月 - 株式会社ビジュアルサイエンス研究所を吸収合併し、GridOnput技術のリソースを一元化。
- 2007年12月 - 株式会社Gritz出版の商号を「株式会社デジタルアミューズ」に変更し、裸眼3D事業に着手。
- 2009年 7月 - 事業部門を新設分割してグリッドマーク・ソリューションズ株式会社（現在のグリッドマーク株式会社）を設立。持株会社に移行する。
- 2010年 9月 - 商号を「GMホールディングス」株式会社に変更。これに伴い、グリッドマーク・ソリューションズ株式会社の商号も「グリッドマーク」株式会社に変更する。

## 関連会社
- グリッドマーク株式会社
- 株式会社デジタルアミューズ